# باتريك كونينغهام
باتريك كونينغهام (بالإنجليزية: Patrick Cunningham)‏ هو سياسي بريطاني (وحمل سابقاً جنسية المملكة المتحدة لبريطانيا العظمى وأيرلندا)، ولد في 1878، وتوفي في 2 فبراير 1960. في الانتخابات العامة في المملكة المتحدة 1935 ‏، انتخب عضو برلمان المملكة المتحدة الـ37 عن دائرة Fermanagh and Tyrone (UK Parliament constituency) ‏ (14 نوفمبر 1935 – 15 يونيو 1945) وفي الانتخابات العامة في المملكة المتحدة 1945 ‏، انتخب عضو برلمان المملكة المتحدة الـ38 عن دائرة Fermanagh and Tyrone (UK Parliament constituency) ‏ (5 يوليو 1945 – 3 فبراير 1950).